# Ружа Јовановић
Ружа Јовановић (Бајмок, 18. децембар 1904 – Јајинци, 7. јун 1943) била је лекарка и учесница Народноослободилачке борбе.

## Биографија
Ружа Јовановић је радила у Централном хигијенском заводу, а затим у Општој државној болници. По избијању устанка, организовала је болничке курсеве, одржавала везу са комунистима у унутрашњости и слала партизанима санитетски материјал и лекове. Откривена, успела је да избегне хапшење и да пређе у илегалност. Ухапшена је у лето 1942, пребачена у логор на Бањици и стрељана.
Улица Руже Јовановић налази се у Београду, на општини Звездара, лева страна Булевара краља Александра; од Косте Трифковића 4, поред Воје Вељковића, до Игманске.
Улица се првобитно звала Ружина 1938-1940. године, затим је добила назив Мајора Љутомира који је носила 1940-1949. године, да би јој 1949. доделили назив Руже Јовановић који носи и данас.